# Michel Boko
Michel Boko, né le 15 août 1950 à Ouidah au Bénin, est professeur de géographie à la Faculté des lettres, arts et sciences humaines (FLASH) de l’université d’Abomey-Calavi.

## Biographie

### Enfance
Michel Boko naît le 15 août 1950 à Ouidah, dans le département de l’Atlantique, au sud du Bénin,.

### Études
Michel Boko effectue ses études secondaires au lycée Béhanzin, puis poursuit un premier cycle à Lomé, au Togo, grâce à une bourse du Fonds d’aide et de coopération du gouvernement français. Une bourse du Bénin lui permet ensuite de suivre un deuxième cycle en France, où il obtient par la suite un doctorat de troisième cycle à l’Institut de géographie de l’université de Bourgogne à Dijon.
Michel Boko réalise ses études secondaires au lycée Béhanzin et poursuit par un premier cycle à Lomé au Togo, grâce à une bourse du Fonds d'aide et de coopération du gouvernement français. Une autre bourse du Bénin lui permet de se rendre en France pour un deuxième cycle et obtient, par la suite, son doctorat de troisième cycle. Il effectue ses études supérieures à l'Institut de géographie de l'université de Bourgogne à Dijon.

### Carrière
Michel Boko devient enseignant-chercheur et climatologue en février 1977. Il accède au grade de professeur titulaire en 1998, année où il est également nommé responsable du programme de coordination des formations et des recherches en sciences de l’environnement, de l’eau et du climat, aujourd’hui connu sous le nom de Centre interfacultaire de formation et de recherche en environnement pour le développement durable (CIFRED).
Michel Boko, enseignant chercheur et climatologue à partir de février 1977. Il accède au grade de professeur titulaire en 1998. Cette même année, il est nommé responsable du programme de coordination des formations et des recherches en sciences de l'environnement, l'eau et le climat. Le programme est connu aujourd'hui sous l'appellation de Centre interfacultaire de formation et de recherche en environnement pour le développement durable (Cifred).
Il participe aux travaux du Groupe d'experts intergouvernemental sur l'évolution du climat (GIEC) comme auteur principal pour le groupe 2 des troisième et quatrième rapports d'évaluation. Il est aussi membre de l'association internationale de la climatologie (AIC).
Les 27-30 septembre 2016, le colloque Risques, catastrophes, vulnérabilités et adaptation dans les pays de l'Afrique de l'Ouest est organisé en son honneur et à celui de son collègue Fulgence Afouda à Cotonou au Bénin.
En hommage à Pierre Pagney, il crée le laboratoire Climat, eau, écosystème et développement (Laceede). Le professeur Michel Boko, occupe le poste de président du comité scientifique lors des deuxièmes journées scientifiques de Institut régional de santé publique (IRSP).

## Distinctions
- Chevalier de l'ordre national du Bénin (1997)[10].
- Officier de l'ordre national du Bénin (2008)[11].
- Commandeur de l'ordre national du Bénin (2010)[12].
- Chevalier de l'ordre du Cames (2006)[13].

## Publications

### Articles scientifiques
- Dynamique de l'occupation du sol dans le bassin versant de l'Ouémé à l'exutoire de Bétérou, au Bénin, 2014[14].
- Durabilité agro-écologique des exploitations agricoles dans la commune de Gogounou au Bénin, 2015[15]
- Évaluation de la durabilité de la production maraîchère dans le Sud du Bénin, 2016[16]
- Maraîchage et techniques d'utilisation des pesticides dans la commune de Sèmè-Podji au Bénin, 2016[17]

### Ouvrages
- Le Bénin, 1983[18],[19],[3]

## Note et références

### Note
- (fr) Cet article est partiellement ou en totalité issu de l’article de Wikipédia en français intitulé « Michel Boko » (voir la liste des auteurs).